# Havelange
Havelange (wa. Havlondje) – miejscowość i gmina w południowo-wschodniej Belgii, w Regionie Walońskim, w prowincji Namur, w okręgu Dinant. 1 stycznia 2024 roku liczyła 5428 mieszkańców.  

## Podział administracyjny
W skład gminy wchodzi osiem dzielnic (section):
- Barvaux-Condroz
- Flostoy
- Jeneffe
- Maffe
- Méan
- Miécret
- Porcheresse
- Verlée